# Josef Rank (spisovatel)
Josef Rank (10. června 1816 Chalupy – 27. března 1896 Vídeň-Hietzing) byl rakouský spisovatel, novinář narozený na Šumavě.

## Život
Josef Rank se narodil 10. června 1816 v osadě Chalupy (Friedrichsthal), která se nachází na západě Šumavy. Mladý Rank navštěvoval gymnázium v Klatovech. Po jeho absolvování se vydal do Vídně na studia filozofie. Během studia zastával místo hofmistra (vychovatele) v domě vídeňského advokáta Georga rytíře von Planner. Roku 1843 vydal v Lipsku knihu o Šumavě. Tato knihy záhy jejího autora proslavila. O pět let později byl zvolen poslancem frankfurtského parlamentu, jehož členem byl jako liberální „Velkoněmec“ až do jeho rozpuštění. Později byl činný jako spisovatel a redaktor ve Stuttgartu, Frankfurtu nad Mohanem, Výmaru a Norimberku. Naposledy působil jako redaktor a divadelní tajemník ve Vídni. Byl autorem mnoha povídek a románů, z nichž se větší část týkala Šumavy. Byl autorem několika dramatických děl, z nichž některá byla s úspěchem uvedena. Josef Rank zemřel 28. března 1896 v Hietzingu u Vídně.